# Frente Americano
Frente Americano (AF) es una organización supremacista fundada en San Francisco, California por Bob Heick en 1984. Esta organización emulo en un principio al Frente Nacional británico. Heick Empezó trabajar con Tom Metzger Resistencia Aria Blanca (WAR) en 1988. Heick y Boyd Rice posaron para unas fotos con uniformes de la AF para un artículo sobre el neo-nazismo en la revista Sassy. Rice afirma que en realidad nunca fue miembro del Frente Americano, pero que era amigo de Heick. A pesar de estar presente en alrededor de 14 estados, mantiene su presencia en California y en Florida.

## Historia
En 1985, después de que años de asociarse con distintos movimientos, Bob Heick comenzó a escribir  y distribuir Bob Heick empezó escribir y distribuyendo panfletos nacionalistas y anticomunistas, en respuesta a la influencias anarquistas o de izquierda en la escena punk. Originalmente el Frente Americano (AF) trato de ser una organización paraguas para toda la subcultura skinhead, siendo común el no tener una estructura formal. En San Francisco, Heick perdió la atención de la mayoría de skinheads apolíticos, pero ganó la de los medios de comunicación y las autoridades por actos de agresión y vandalismo constantes (como romper las ventanas de la librería anarquista Atados, así como acosando parejas interracial  en el Haight-Ashbury). Además, Heick tuvo una rápida progresión del patriotismo a nazismo perdiendo muchos amigos, y varias personas le acusaron de tratar de tomar la escena local skinhead. Heick entonces empezó a asociarse con fanáticos de heavy metal y trabajadores rurales blancos. Formó de manera momentáneamente la organización Hermanos Blancos localizada en las áreas sur y norte de la Bahía.
A su regreso a San Francisco en 1987, Heick encontró una nueva generación de skinheads más abierta al nazismo. El AF se transformó a una organización política, y su afiliación era ya no exclusivamente skinhead. En la línea telefónica del AF se escuchaba al final del tono con la voz de Heick preguntado " tienes odio en tu corazón?"  El 1 de mayo de 1988, celebró su primera marcha del Día de los Trabajadores Blancos en Haight Street en San Francisco, que contó con 65 participantes, entre los que se encontraban algunos hippies blancos que se habían unido espontáneamente a la marcha, marchando sin oposición. Esto fue anunciado por Tom Metzger de Resistencia Aria Blanca en su línea telefónica directa, en el periódico WAR y por televisión. El tabloide del AF Guerrero Ario fue publicado después de que Metzger empezó a presentar Heick a los medios de comunicación como portavoz de los skinheads racistas. Heick apareció en el programa The Reporters en un segmento centrado en Heick e imágenes incluidas de la marcha. El AF también fue presentado en publicaciones como Rodar Stone, Hustler, y Sassy. En 1989, la AF estaba presente en 14 estados americanos.

### Woodstock Ario

Logo del Frente Americano, siendo un símbolo reconocido por skinheads racistas

Heick comenzó a organizar un concierto de bandas de poder blanco en tierras rurales cerca de Napa, California, un suburbio de San Francisco en la parte norte del Área de la Bahía de San Francisco. Tom Metzger hizo a un lado a Heick y el concierto se convirtió en un evento de la Resistencia Aria Blanca en lugar de un evento de AF. Heick y Metzger discreparon en casi todas las facetas del festival, incluido el nombre, Aryan Woodstock. Heick no estuvo de acuerdo con la promoción del evento por parte de Metzger en su línea telefónica directa, porque fue monitoreado por activistas antirracistas y les daría tiempo para organizarse contra el evento. Tres burócratas le dijeron a un activista de WAR que no se necesitaría ningún permiso para tocar música en vivo en un evento privado en un terreno privado, siempre y cuando se proporcionara el saneamiento.
Durante las dos semanas previas a Aryan Woodstock, el evento fue una de las principales noticias locales. El condado de Napa solicitó una orden judicial para bloquear la reunión y Heick compareció ante un juez para defender el derecho de reunión de AF y WAR. El juez dictaminó que la reunión puede tener lugar, pero que no puede haber música. Aproximadamente 300 personas de todo Estados Unidos llegaron a la propiedad antes de que el propietario cediera a la presión de la policía y permitiera que las autoridades cerraran la entrada. Esto dejó varados a muchos posibles asistentes, algunos que habían viajado grandes distancias para estar allí. Varios cientos de manifestantes estaban fuera de la propiedad. La tensión entre AF y WAR aumentó poco después. Heick pasó el año siguiente visitando varias unidades de AF en California y en los Estados Unidos antes de casarse y establecerse en Portland, Oregón.

### 1990´s
En 1990, Heick anunció en la línea telefónica directa de AF que el grupo se presentaría en la Plaza Unión de San Francisco el primer sábado de mayo. El mensaje se publicó durante un mes antes del evento. Los opositores a la AF realizaron una manifestación del 1 de mayo. El día del evento de la AF, Heick llegó con 10 hombres y tres mujeres, y marchó hacia 300 manifestantes que lanzaban proyectikes. La policía, al ver que el contingente de AF estaba completamente rodeado por violentos contramanifestantes, se acercó, rodeo y los fue separando. En este punto, tanto la AF como el SFPD fueron superados en número por los contramanifestantes, que lanzaban piedras, botellas y atacaban tanto a los oficiales como a la AF con carteles. Los oficiales de respaldo comenzaron a llegar a la escena y la policía pudo llevar una patrulla al parque. Los 13 miembros de la AF se subieron al vagón (sin esposas) y se los llevaron por su propia seguridad. Los oficiales combatieron los continuos ataques de los contramanifestantes que luego huyeron de la escena. Hubo varios heridos por todos lados.
En octubre de 1990, The Coalition for Human Dignity publicó volantes con la nueva dirección de Heick en Portland, Oregón, y distribuyó comunicados de prensa anunciando su llegada. Los equipos de noticias de la televisión local llegaron al apartamento de Heick unos días después de que se mudara. Heick todavía recibía invitaciones regulares para aparecer en la televisión nacional, pero muchas de las nuevas ofertas eran para aparecer en programas de televisión basura. Heick rechazó esas ofertas y restringió sus entrevistas a programas de noticias genuinos. Ha aparecido en el Show de Geraldo Rivera a pesar de que, como se dijo antes, negó la mayoría de las ofertas. A medida que decaía el interés de la prensa en Heick y AF, Heick se centró en el activismo local. La manifestación del Primero de Mayo de 1991 de AF se llevó a cabo en Portland. Hubo una gran contraprotesta, pero sin violencia. En 1992, los asociados de Heick y AF fueron los primeros activistas de fuera del estado en llegar al enfrentamiento de Randy Weaver en Ruby Ridge. Heick bloqueó un camión de combustible y criticó al conductor por apoyar al gobierno.
Alrededor de este tiempo, AF se centró en demostraciones y distribución de literatura. La línea telefónica directa del grupo se reactivó en Portland y permaneció activa hasta que Heick dejó el grupo en 1995. En los 90´s, las ramas de los estados de Washington y California publicaron la revista The Voice of Revolution, que tenía fuertes vínculos con Combat 18 de Inglaterra. En Nueva York, Jim Porazzo publicó Greystorm. En Portland, Heick publicó Revolutionary Nationalist AF centrado en oponerse a las leyes de delitos de odio, que, según afirmaban, solo apuntaban a los blancos. AF se hizo conocido por acosar al comisionado de la ciudad de Portland, Mike Lindberg, quien llamó al grupo "cabezas rapadas que atacan a los homosexuales" en la prensa. La unidad AF del área de Albany, Oregón, realizó manifestaciones periódicas. AF resurgió brevemente bajo el liderazgo de Porazzo, quien trasladó el grupo a Harrison, Arkansas y comenzó a promover el Tercer Posicionismo.

### 2000´s
El 4 de marzo del 2011, David Lynch, líder del AF fue asesinado a tiros mientras estaba en su casa en Sacramento, California. Su novia (quien estaba embarazada al momento del ataque), fue herida, pero sobrevivió. Las autoridades arrestaron a un tatuador como principal sospechoso por el asesinato, descartando que el movil fuese político.
El 5 de mayo de 2012, diez miembros de la rama de Florida del Frente Americano fueron arrestados en St. Cloud, Florida, de los Walt Disney World parques temáticos, y acusado de entrenamiento paramilitar, disparar contra una vivienda ocupada y evidencia de prejuicios al cometer un delito.
Marcus Faella y un total eventual de trece de sus asociados del Frente Americano fueron arrestados. El 10 de noviembre de 2014, Faella fue condenado por su participación en el intento de incitar a una "guerra racial", pero fue sentenciado a solo 6 meses de cárcel. Un comentarista describió el caso contra el Frente Estadounidense como "tambaleante", mientras que el juez describió al grupo como "la pandilla que no podía disparar directamente".
Marcus Faella obtuvo al abogado al activista Augustus Sol Invictus para apelar el caso.